# Pontarachna pacifica
Pontarachna pacifica is een mijtensoort uit de familie van de Pontarachnidae.